# Petrohradská kolektiv

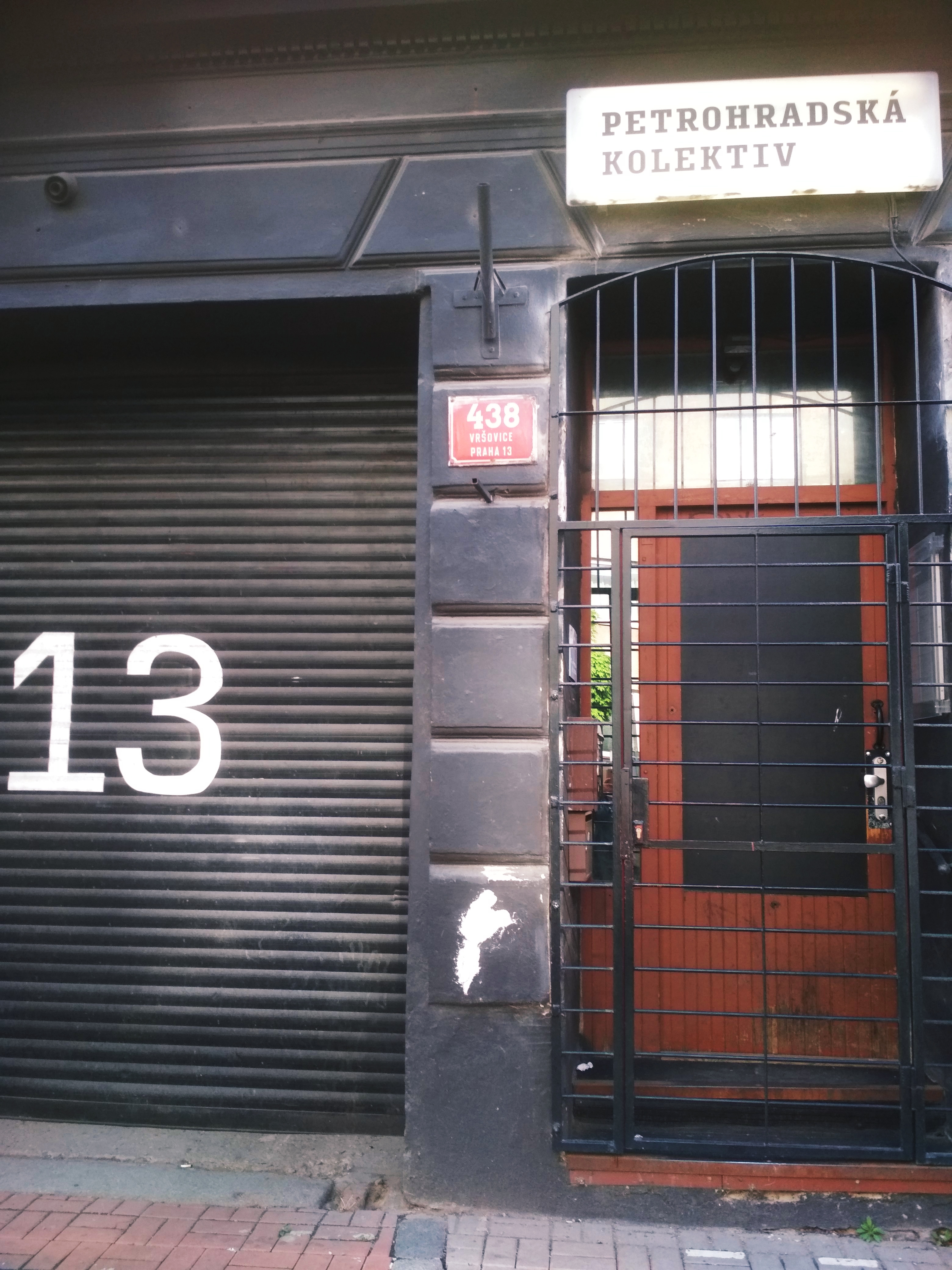
Sídlo Petrohradské kolektiv

Petrohradská kolektiv je umělci řízená iniciativa založená v roce 2015 v Praze 10, v budově bývalé čokoládovny určené k demolici.

## Umění
Petrohradská kolektiv je  komunitní sdružení založené Editou Štrajtovou a Danielem Konopáčem s vlastní produkcí, dramaturgií, místem pro experiment a současné umění.

## Cíl
Cílem je prostřednictvím podpory a produkce uměleckých projektů přispět k výraznějšímu postavení umění ve společnosti.

### Výstavy
Petrohradská kolektiv se zaměřuje na výstavní a vzdělávací činnost, živé umění a tvůrčí pobyty českých a zahraničních umělců. Provozují Galerii Jedna Dva Tři; vytvářejí inspirativní prostředí rozvoje kultury v pražských Vršovicích, v Petrohradské 13.

### Divadlo
Hraje se zde divadlo, pořádají přednášky, workshopy.

### Hudba
Je zde program živého umění soustředěný na současnou českou a slovenskou experimentální hudbu.

## Noc literatury
V roce 2020 zde byla v rámci Noci literatury pořádána přehlídka ukázek z romské literatury.